# Essertines-sur-Rolle
Essertines-sur-Rolle är en ort och  kommun i distriktet Nyon i kantonen Vaud, Schweiz. Kommunen har 761 invånare (2023).